# Borås ishall
Borås ishall är en ishall i Borås. Borås Hockey spelar sina hemmamatcher här. Hallen har försetts med 1284 självvärmande läktarstolar. Hallen är byggd år 1972. På senare år byggdes hallen ut till en A-hall och en B-hall så att ungdomslagen fick fler träningstider. Totalkapaciteten ligger på 3 000. Hallen ligger i närheten av Borås Arena på Armbågavägen.